# Малавийско-мозамбикские отношения
Малавийско-мозамбикские отношения — двусторонние дипломатические отношения между Малави и Мозамбиком. Протяжённость государственной границы между странами составляет 1498 км.

## История
В октябре 1984 года президенты Малави и Мозамбика провели первые официальные переговоры, в результате которых были подписаны многочисленные соглашения о сотрудничестве, в том числе об обеспечении безопасности на границе. С 1984 года в Малави стали прибывать беженцы из Мозамбика и к середине 1988 года их число превысило 600 000 человек, среди них были и ополченцы из РЕНАМО. Малави поднимала вопрос о принудительной репатриации беженцев в родную страну, однако на территории Мозамбика бушевала гражданская война и граждане не могли вернуться домой. Многие мозамбикские беженцы страдали в Малави от недоедания, нехватки одежды и воды. Правительство Малави старалось оказывать им посильную помощь, но из-за тяжелого экономического положения страны объёмы помощи беженцам были недостаточны.
В период с 1985 по 1995 год в Малави проживало более миллиона беженцев из Мозамбика. Беженцы стали существенной нагрузкой на экономику Малави, но также привлекли и значительный объём международной помощи. Международные организации оказали существенную помощь в размещении беженцев, а также помогли в репатриации их обратно в Мозамбик после окончания гражданской войны. Правительство Малави не отвергало беженцев, но в то же время являлось для них только первой страной в качестве убежища. Если беженец уже имел такой статус в любой другой стране, то не мог впоследствии прибыть в этом качестве в Малави. Правительство Малави не практиковало насильственной репатриации беженцев в Мозамбик.
В 2010-х годах рассматривался проект по созданию современной железной дороги от мозамбикского порта Накала до малавийской территории. Предполагалось, что реализация проекта сможет улучшить напряжённые отношения между странами и способствовать укреплению экономической интеграции в регионе. В отношениях между странами есть проблемный момент, касающийся политического распределения границ озера Ньяса, а также по использованию ресурсов общей реки Замбези. Однако стороны всегда придерживались дипломатического пути разрешения конфликта и не вовлекали вооружённые силы. В 2009 году во время правления малавийского президента Бингу ва Мутарика в отношениях случился кризис, так как он отдал приказ полиции осуществить рейд на территорию Мозамбика, что привело к дипломатическому скандалу. В 2012 году к власти в Малави пришла Джойс Банда и отношения с Мозамбиком вновь нормализовались.